# Macedóniai László
Macedóniai László (1480 körül – Bécs, 1536) nagyváradi püspök, diplomata.

## Élete
Régi magyar nemes családból származott, amely Macedóniából eredhetett, de Baranya megyében is volt Macedónia nevű helység és innen is vehette a nevét. Zsigmond király idejében már neves család volt. László 1520-ban már szerémi püspök volt, 1522-ben királyi követ a nürnbergi gyűlésen, ahol a német birodalmi rendek segélyét sürgette a törökök ellen. 1526 elején püspökségét Brodarics Istvánnak engedte át és a pécsi prépostságot foglalta el, és a királyi tanácsnak is tagja volt Budán. A mohácsi vész után Ferdinánd híve volt, aki hűségéért váradi püspökké nevezte ki 1527. november 21-én, de püspöki székét nem foglalhatta el. Királyi személynök is volt. Folyamatosan Bécsben lakott, csak 1534-ben akart hazatérni, mert betegeskedett, azonban adósságai miatt nem hagyhatta el Bécset. 1536 elején halt meg.

## Művei
- Oratio Habita Norimbergae coram Senatu Principum & omnium Ordinum Sacri Ro. Imperij, pro expeditione in Turcos suscipienda, III. Cal. Decembr. M.D.XXII. (Augsburg.) Az első levél hátlapján M. László és Miklós czímere. Fölül: Fratres. Alul: Macedones
- Die hungerisch botschaft zu Norimberg in versamlung der fürsten vnd ständ des hailigen Römischen reichs Am XXIX. tag des wintermonendts beschehen Anno M.D.XXII. Uo. (egyetlen példánya a m. n. muzeumban)
- Ernstliche werbung bit uñ beger der loblichì Legation oder bottschafft, der bayden Königreiche Vngern vnnd Schlavonien, An unnsern allar gnedigsten grossmechstigsten Herren den Kayser Karolum den Fünftì, Allzeyt merer des Reichs, Auch an die Hochwirdigstenn, Durchlauchtigsten Hochgebornen Churfürstenn Fürsten, vnd an dere des Reichs Stende Yhrer grossen not, beschwernus vnd überfals halbì, so sie teglich erleydì von dem Türcken, Beschehen zu Augspurg auff dì Reichstag, den negstì nach Michaelis vm Lateyn fürbracht, vnnd auffs fleyssigsst vertewtscht. Newe zeittung von Augsburg M.D.XXX. Uo. (egyetlen példánya a magyar nemzeti múzeumban)
- Ain Oration an den Aller durchleùchtigsten Römischen Keiser Carolum, alltzeit merer des Raychs, vnd auch an die Hochwirdigsten durchleichtigistì Hochgepornen Churfürsten, Fürsten vñ andere des heiligì Reichs stände, von der Vngern vñ Schlavoniern beschwerlicì not vñ vberfal des Türckì wegen … zu Augspurg auff dem Reichs-Reychsstag am dreys sigsten tag Septembris in Latein fürbracht, auffs fleyssigst verteütscht. M.D.XXX. Bécs
- Oratio. Ad Invictissimvm Romanorum Imperatorem Carolvm, V. Fe. Pi. semper Aug. ac … Principes & reliquos sacri Romani Imperij status, pro Hungaris & Sclavis … Pridie Kal. Octob. Anno M.D.XXX. hely n.

Két magyar levele (Pozsony és Léva, 1529) Petróczi Pálhoz (a Századok 1873. 45. l.)